# Civilizációk Szövetsége
A Civilizációk Szövetsége (Alliance of Civilizations) az ENSZ-főtitkár kezdeményezése, egy ENSZ kezdeményezés Pan Gimun elnöksége alatt, Recep Tayyip Erdoğan és José Luis Rodríguez Zapatero ötlete alapján, azzal a céllal, hogy különböző társadalmak és kultúrákat átfogó közös cselekvési módokat dolgozzanak ki, a szélsőségek leküzdésére és kulturális, vallási illetve szociális határok átívelésére, elsősorban a nyugati és muzulmán világ között. A Civilizációk Szövetségének 2007 áprilisa óta Jorge Sampaio a főtitkára.

## Történet
José Luis Zapatero és Recep Tayyip Erdoğan, Spanyolország és Törökország miniszterelnökei, az ENSZ főtitkárának 2004. szeptember 21-én terjesztették elő a Civilizációk Szövetségének javaslatát. A javaslatot a spanyol külügyminiszter, Miguel Ángel Moratinos karolta fel, a rákövetkező decemberben az Arab Liga előtt tartott beszédében, valamint egy 2005. március 9-én Madridban Kofi Annan ENSZ főtitkárral közösen tartott beszédben, röviddel a madridi merényletek évfordulója előtt. Javier Solana már az ő 2003-as biztonsági doktrínájában követelt egy ilyesfajta kezdeményezést. Kofi Annan is támogatja az ötletet és 2005. július 14-én, Solana születésnapján, mint ENSZ-kezdeményezést hirdeti meg.

## A Magas Szintű Csoport
2005. szeptember 2-án hivatalosan közzétették az eredetileg 18 tagú csoport összetételét. A létszám később Candido Mendes és Pan Guang beválasztásával 20 főre emelkedett. A csoport tagjai a politika, a tudomány, a civil társadalom, a nemzetközi pénzügyek és a média területeinek nemzetközi szinten elismert szakértői.
A Magas Szintű Csoport támogatására egy titkárságot hoztak létre, melynek feladata a csoport tevékenységével kapcsolatos elemzések és tanulmányok elkészítése, javaslattétel, illetve a hasonló jellegű programokkal való kapcsolattartás. A titkárságot Shamil Idriss vezeti.

### Tagok
- Federico Mayor (Spanyolország; társelnök) – A "Culture of Peace" alapítvány elnöke, az UNESCO volt főigazgatója
- Prof. Mehmet Aydin (Törökország; társelnök) – Törökország államminisztere, teológiaprofesszor
- Seyed Mohamed Khatami (Irán) – Volt iráni elnök
- Őfelsége Sheikha Mozah (Katar) – A katari emír hitvese, a Katari Oktatási, Tudományos és Közösségfejlesztési Alapítvány elnöke
- Dr. Mohamed Charfi (Tunézia) – Volt tunéziai oktatásügyi miniszter
- Dr. Ismail Serageldin (Egyiptom) – A Bibliotheca Alexandria elnöke
- Andre Azoulay (Marokkó) – Őfelsége VI. Mohammed marokkói király tanácsadója
- Moustapha Niasse (Szenegál) – Volt szenegáli miniszterelnök
- Desmond Tutu érsek (Dél-afrikai Köztársaság) – Fokváros érseke
- Hubert Vedrine (Franciaország) – Volt francia külügyminiszter
- Karen Armstrong (Egyesült Királyság) – Vallástörténész
- Prof. Vitalij Naumkin (Oroszországi Föderáció) – A Stratégiai és Politikai Tanulmányok Nemzetközi Központjának elnöke, a Moszkvai Állami Egyetem tanszékvezetője
- Prof. John Esposito (Amerikai Egyesült Államok) – A Muszlim-Keresztény Megértés Központjának alapító igazgatója a Georgetown Egyetemen, az Iszlám Világ Oxford Enciklopédiájának főszerkesztője
- Arthur Schneier Rabbi (Amerikai Egyesült Államok) – A Lelkiismeret Hívószava Alapítvány elnöke, a Park East Zsinagóga rabbija
- Enrique Iglesias (Uruguay) – Az Inter-American Development Bank ibero-amerikai főtitkára és volt elnöke
- Prof. Candido Mendes (Brazília) – Az Académie de la Latinité főtitkára
- Dr. Nafis Sadik (Pakisztán) – Az ENSZ főtitkár különleges tanácsadója
- Shobana Bhartia (India) – A Hindustan Times ügyvezető igazgatója
- Ali Alatas (Indonézia) – Indonézia volt külügyminisztere
- Prof. Pan Guang (Kína) – A Shanghai Társadalomtudományi Akadémia igazgatója

### Tevékenység
A csoport feladatai: Spanyolországgal és Törökországgal való konzultációja után Kofi Annan három fő feladatkört jelölt meg a csoport számára:
Világméretű helyzetfelmérést szolgáltatni különösen a biztonsági problémákról és fenyegetésekről, amik a szélsőséges erőktől indulnak ki.
Közös cselekvésmódokat megfogalmazni a hivatalos és a civil szférában egyaránt.
Egy reális cselekvési programot ajánlani államoknak, nemzetközi szervezeteknek és a civil társadalomnak, ami a különböző társadalmak közötti harmonikus kapcsolatok megteremtésére hivatott. A kész cselekvési tervet (the "report") november 13-án, Isztambulban tárták az ENSZ főtitkára elé.
Négy hivatalos ülést tartottak: Palma de Mallorca, Spanyolország (2005. november 26-29.); Doha, Katar (2006. február 25-28.); Dakar, Szenegál (2006. május 28-30.); Isztambul, Törökország (2006. november).

### A Jelentés
2006. november 13-án Isztambulban a Magas Szintű Csoport bemutatta jelentését a főtitkárnak. A dokumentum két fő részre tagolódik, az első a globális helyzetet és a muszlim és nyugati társadalmak viszonyát elemzi, illetve általános jellegű ajánlásokat tartalmaz, míg a második konkrét javaslatokat tesz a csoport által legfontosabbnak ítélt négy területen: az oktatás, az ifjúság, a migráció és a média területein.
Az elemzés kitér többek között a 20. század során felerősödött gazdasági különbségekre, a szegénység problematikájára, a vallási nézetek politikai célokra való felhasználásának és az extrémizmusnak a veszélyeire. Központi szerepet kap a palesztin-izraeli konfliktus, mint a muszlim és nyugati társadalmak közötti ellentétek szimbóluma. A közel-keleti országok nyugati hatalmak általi megszállásának és a muszlim társadalmak belső konfliktusainak szintén kiemelt figyelmet szentelnek.
A jelentés bizonyos szempontból felfogható Samuel Huntington "civilizációk összecsapása" elméletének kritikájaként is, mivel felhívja a figyelmet a különböző kultúrák kapcsolatainak pozitív hatásaira, illetve rámutat arra, hogy a konfliktusok okai sokkal inkább politikai, mintsem kulturális vagy vallási jellegűek.
A cselekvési terv (the "report"): A „jelentés” két részből áll: Az 1. rész muzulmán és nyugati világ aktuális kapcsolatainak globális összefüggésekben tekintett elemzését tartalmazza és politikai ajánlattételek sorával záródik.
A 2. rész High Level Group nézeteit adja vissza, miszerint a kultúrák közötti feszültségek immáron már népcsoportok szívét-lelkét elérték. Ezen trend visszafordítására a csoport ajánlatokat dolgoz 4 terület számára: Oktatás, fiatalság, migráció és média. A „jelentés” javaslatokkal végződik, az ajánlatok megvalósítására vonatkozólag.

### Kivitelezési terv 2007-2009
Jorge Sampaio főtitkárrá való kinevezése után, 2007 májusában mutatta be a 2007-2009-re vonatkozó kivitelezési tervét. Egy média alapítvány létrehozása van tervbe véve, ami együttműködési projektek és ifjúsági csereprogramok támogatására hivatott. Éppígy szóba jön egy médiaszerkesztő csapat, amely krízisek alkalmával konstruktív vitákkal lép közbe. Sikeres együttműködési projektek összegyűjtött adatbázisát is tervezik.
Kultúra és vallásközti párbeszéd támogatására „Barátok Csoportját” képezik, ami egy 60 államot átfogó hálózat.
 Az 1. Szövetség-Fórum Madridban
Az első fórumot Madridban (Spanyolország) 2008. január 15-16. között a fiatalságnak szentelik. Itt politikusok, alapítványok valamint vallási és ifjúsági szervezetek, a média képviselői találkoznak, hogy al-kezdeményezéseket és projekteket gondoljanak ki. Egy alapítvány is létre hoznak, ami ezeket finanszírozza. A résztvevők listáján Paul Coelho író és Antonio Banderas színész is megjelenik.

## (Nagy)Követek
A terv megvalósítását biztosítandó, Madridban követek („14 Bölcs”) neveit hirdetik meg, akik a kezdeményezést népszerűsítik. Angela Jolie mellett még Bono Vox (a U2 énekese), George Clooney, a Nobel-díjas Joseph Stiglitz és Jeremy Rifkin nevei kerültek szóba.

### Civilizációk Szövetsége és más szervezetek
Az OSZE már 2005 decemberében a támogatás mellett döntött. A NATO 2006 novemberében a Rigában tartott találkozón ígérte meg támogatását. Az Európai Unió a mediterrán összetartás az ún. „Barcelona-Processzus” kereteibe sorolja be, ill. mint az európai szomszédsági politika (ENP) részét tekinti. Kapcsolatban vannak a Anna-Lindth Alapítvánnyal és Kultúrák közti dialógus 2008-as európai évével.

### Ideológiai háttér
Civilizációk Szövetsége által az ENSZ először kap vallási elemet, abban az értelemben, hogy így spirituális értékelést vesznek igénybe. A Szövetség a fundamentalista kereszténységgel, judaizmussal és iszlámmal szembe fordulva áll ki. Dzsalal ad-Din ar-Rumi személyét, mint a toleranciára és lelki megvilágosodásra való mintaképet gyakran idézik. Maga az alapító, Ban Ki-moon ENSZ-főtitkár is az ő tanítványának vallja magát és elismeri, hogy az ő tanai a Szövetség céljait írják körül.

## Díjak
A Civilizációk Szövetségét 2007-ben kitüntették a Rumi Fórum és a Georgetown Egyetem Béke és Biztonság Kutatóközpontja által szponzorált "Civilizációk Dialógusa" díjjal. A díjat a Szövetség nevében Zapatero és Erdogan közösen vette át.